# Håkan Åstrand
Håkan Åstrand, född 18 september 1684 i Stora Åby församling, Östergötlands län, död 25 juni 1753 i Gårdeby församling, Östergötlands län, var en svensk präst.

## Biografi
Håkan Åstrand föddes 1684 i Stora Åby församling. Han var son till bonden Per. Åstran blev vårterminen 1708 student vid Uppsala universitet och prästvigdes 15 februari 1712 till komminister i Sörby församling. Han blev 13 september 1732 kyrkoherde i Gårdeby församling. Åstrand avled 1753 i Gårdeby församling.

### Familj
Åstrand gifte sig första gången med Brita Ekman (1679–1742). Hon var dotter till inspektoren Petter Ekman och Brita Hejer i Flisby församling. De fick tillsammans barnen kyrkoherden Jacob Åstrand (1715–1778) i Gårdeby församling, Christina Åstrand (1719–1719), mantalskommissarien Anders Åstrand (1720–1791) i Östergötland samt ytterligare två barn.
Åstrand gifte sig andra gången 19 juni 1743 med Annica Grenander (1682–1765). Hon var dotter till kyrkoherden i Hägerstads församling och änka efter handlanden Jonas Ewald i Jönköping.